# Martina Valmassoi
Martina Valmassoi, née le 26 juillet 1989 à Pieve di Cadore, est une skieuse alpiniste et traileuse italienne. Elle a remporté trois médailles de bronze aux championnats du monde de ski-alpinisme et a notamment gagné la TDS en 2022.

## Biographie
Martina Valmassoi fait ses débuts en ski de fond dès l'âge de trois ans, suivant les traces de ses parents. Elle fait ses débuts en compétition dans ce sport mais n'obtient pas de résultats probants. Elle décide d'abandonner le ski de fond et s'essaie au ski-alpinisme. Elle y démontre de bons résultats et intègre rapidement l'équipe nationale italienne,.
Elle décroche ses premiers succès en 2009 en remportant les titres de championne d'Italie junior de Vertical Race et de course individuelle. Elle prend ensuite part aux championnats d'Europe de ski-alpinisme à Tambre en catégorie junior et remporte la médaille de bronze de la Vertical Race ainsi que la médaille d'or du relais.
Elle remporte sa première médaille en compétition internationale en catégorie senior lors des championnats d'Europe de ski-alpinisme 2012 à Pelvoux. Avec  Gloriana Pellissier et Elena Nicolini, elle effectue une solide course pour remporter la médaille de bronze du relais.
Elle remporte ses premiers titres nationaux en catégorie senior lors des championnats d'Italie 2015 de ski-alpinisme au passo del Tonale. Sur l'épreuve individuelle, elle parvient à battre Elena Nicolini et Corinna Ghirardi pour remporter l'or. Deux jours plus tard sur le relais avec Martina De Silvestro, elle livre un duel serré avec le duo du Trentin Elena Nicolini/Federica Osler mais finit par s'imposer pour une minute d'avance. Le 12 février 2015, elle se classe quatrième de l'épreuve du relais aux championnats du monde de ski-alpinisme à Verbier. La Suissesse Maude Mathys membre de l'équipe suisse victorieuse voit cependant toutes ses médailles lui être retirées après avoir été testée positive lors d'un contrôle antidopage. Le relais italien composé d'Elena Nicolini, Katia Tomatis et Martina Valmassoi hérite de la médaille de bronze.
Lors des championnats du monde de ski-alpinisme 2017 à Piancavallo, elle remporte deux nouvelles médailles de bronze, sur l'épreuve par équipes avec Alba de Silvestro après avoir pris un départ canon puis sur l'épreuve du relais avec Alba De Silvestro et Giulia Compagnoni en remplacement de Katia Tomatis.
Parallèlement à sa pratique du ski-alpinisme, elle s'adonne également au trail en été et se spécialise dans un premier temps dans les épreuves techniques du skyrunning. Sa passion pour les sports de montagne la pousse à en faire son métier en devenant community manager et mettant à profit ses talents de photographe amateure de sport spécialisée dans ce domaine,,.
Le 21 mars 2021, elle s'élance sur les pentes de la station de ski d'Auronzo di Cadore pour tenter de battre le record du monde des 24 heures d'ascension à skis. Elle enchaîne les montées menant de la station au sommet du Monte Agudo et termine son défi avec 17 645 mètres effectués. Elle bat ainsi le précédent record de 16 777 mètres établi par l'Américaine Rea Kolbl quelques jours auparavant,. Elle décide ensuite de se concentrer davantage sur les épreuves d'ultra-trail. Le 26 juin, elle s'impose sur l'Ultra Dolomites.
Le 17 juillet 2022, elle prend à nouveau le départ d'une épreuve de skyunning au format court, la DoloMyths Run. Elle prend d'emblée les commandes de la course sur un rythme soutenu, suivie par la Britannique Catriona Graves. Tandis que cette dernière lève le pied dans la descente, l'Autrichienne Stephanie Kröll effectue une solide remontée mais n'arrive pas à rattraper Martina Valmassoi qui s'impose en solitaire avec plus de trois minutes d'avance. La semaine suivante, elle domine l'Orobie Skyraid et s'impose aisément en 8 h 22 min 2 s, établissant un nouveau record féminin du parcours. Elle devant de plus d'une demi-heure sa plus proche poursuivante. La course comptant comme épreuve d'Ultra SkyMarathon des championnats d'Italie de skyrunning, elle remporte le titre. Le 22 août, elle s'élance à nouveau sur la TDS, décidée à effacer son abandon de l'année précédente. Elle prend les commandes de la course qu'elle gère seule en tête. Gardant toujours une marge d'avance sur ses rivales, elle s'impose en 22 h 42 min 47 s avec près d'une demi-heure d'avance sur l'Espagnole Claudia Tremps.
Elle continue de pratiquer le ski-alpinisme mais se concentre sur les épreuves longues. Le 11 février 2023, elle s'élance sur la Transcavallo avec Elena Nicolini. Les deux femmes mènent la course de bout en bout pour remporter la victoire. Le 6 mai, elle prend le départ de la Transvulcania et suit dans un premier temps la Polonaise Edyta Lewandowska. Avec plus de six minutes d'avance à la mi-course, cette dernière finit par faiblir en fin de course. Martina Valmassoi en profite pour attaquer et tire avantages des descentes où elle est plus à l'aise pour prendre la tête de course. Elle devient ainsi la première Italienne à remporter l'ultra-marathon de La Palma.

## Palmarès en ski-alpinisme
- 2012
  -  du relais aux championnats d'Europe (avec Gloriana Pellissier et Elena Nicolini)
- 2014
  -  de l'épreuve individuelle aux championnats d'Italie
  -  du relais aux championnats d'Italie (avec Martina De Silvestro)
  -  de la Pierra Menta (avec Séverine Pont-Combe)
- 2015
  -  du relais aux championnats du monde (avec Katia Tomatis et Elena Nicolini)
- 2016
  -  de la Pierra Menta (avec Katia Tomatis)
- 2017
  -  de la course par équipe aux championnats du monde (avec Alba de Silvestro)
  -  du relais aux championnats du monde (avec Giulia Compagnoni et Alba de Silvestro)
- 2019
  -  de la Pierra Menta (avec Elena Nicolini)
- 2021
  -  de la course par équipe aux championnats d'Italie (avec Elena Nicolini)
- 2022
  -  de la Pierra Menta (avec Katia Tomatis)
  -  de la Transcavallo (avec Elena Nicolini)
- 2023
  -  de la Pierra Menta (avec Elena Nicolini)
  -  de la Transcavallo (avec Elena Nicolini)
- 2025
  -  de la Pierra Menta (avec Katie Schide)

## Palmarès en trail
| no  | féminin            | Course                                | Longueur | Départ           | Temps            |
| --- | ------------------ | ------------------------------------- | -------- | ---------------- | ---------------- |
| 22e | Médaille de bronze | La Veia SkyRace                       | 31 km    | 23 août 2015     | 4 h 11 min 24 s  |
| 32e | Médaille de bronze | The Rut 50K                           | 50 km    | 6 septembre 2015 | 6 h 41 min 42 s  |
| 32e | Médaille de bronze | Hamperokken SkyRace                   | 53 km    | 6 août 2016      | 9 h 44 min 2 s   |
| 47e | 6e                 | Grand Trail des Templiers             | 76 km    | 23 octobre 2016  | 8 h 38 min 29 s  |
| 14e | Médaille d'or      | Dolomiti Extreme Trail                | 56 km    | 8 septembre 2019 | 4 h 11 min 24 s  |
| 23e | Médaille d'argent  | 90 km du Mont-Blanc                   | 93 km    | 28 juin 2019     | 13 h 23 min 12 s |
| 11e | Médaille d'or      | Ultra Dolomites                       | 78 km    | 26 juin 2021     | 9 h 21 min 11 s  |
| 44e | Médaille d'or      | DoloMyths Run                         | 22 km    | 17 juillet 2022  | 2 h 39 min 5 s   |
| 10e | Médaille d'or      | Orobie Skyraid                        | 54 km    | 23 juillet 2022  | 8 h 22 min 2 s   |
| 13e | Médaille d'or      | TDS                                   | 149 km   | 22 août 2022     | 22 h 42 min 47 s |
| 31e | Médaille d'or      | Transvulcania                         | 72 km    | 6 mai 2023       | 9 h 9 min 13 s   |
| 56e | 4e                 | Championnats du monde de trail - Long | 85,8 km  | 9 juin 2023      | 11 h 44 min 50 s |
| 34e | Médaille d'argent  | Giir di Mont                          | 32 km    | 30 juillet 2023  | 4 h 10 min 6 s   |
| 22e | Médaille d'or      | Ultra Trail de l'île de Madère        | 116 km   | 27 avril 2024    | 16 h 14 min 10 s |
| 8e  | Médaille d'or      | Monte Rosa SkyMarathon                | 35 km    | 16 juin 2024     | 6 h 13 min 1 s   |
| 7e  | Médaille d'or      | Trans d'Havet                         | 80 km    | 27 juillet 2024  | 11 h 1 min 36 s  |
| 31e | Médaille de bronze | Mallorca by UTMB - Els Tres Mils      | 47 km    | 2 novembre 2024  | 5 h 23 min 16 s  |
| 30e | Médaille de bronze | Transvulcania                         | 73 km    | 10 mai 2025      | 8 h 37 min 25 s  |